# 48. Kongress der Vereinigten Staaten
Der 48. Kongress der Vereinigten Staaten, bestehend aus dem Repräsentantenhaus und dem Senat, war die Legislative der Vereinigten Staaten. Seine Legislaturperiode dauerte vom 4. März 1883 bis zum 4. März 1885. Alle Abgeordneten des Repräsentantenhauses sowie ein Drittel der Senatoren (Klasse II) waren im Jahr 1882 bei den Kongresswahlen gewählt worden. Dabei ergaben sich in den beiden Kammern unterschiedliche Mehrheiten. Im Senat hatte die Republikanische Partei die Mehrheit, während im Repräsentantenhaus die Demokraten dominierten. Präsident war der Republikaner Chester A. Arthur. Die Vereinigten Staaten bestanden zu dieser Zeit aus 38 Bundesstaaten. Der Kongress tagte in der amerikanischen Bundeshauptstadt Washington, D.C. Die Sitzverteilung im Repräsentantenhaus basierte auf der Volkszählung von 1880.

## Wichtige Ereignisse
Siehe auch 1883 1884 und 1885
- 4. März 1883: Beginn der Legislaturperiode des 48. Kongresses
- 24. Mai 1883: Nach 13-jähriger Bauzeit wird in New York City die Brooklyn Bridge eingeweiht.
- 15. Oktober 1883: Der Oberste Gerichtshof der Vereinigten Staaten erklärt Teile des Civil Rights Act of 1875 für verfassungswidrig. Damit wird Rassendiskriminierung durch Individuen oder Unternehmen wieder erlaubt.
- 18. November 1883: Die amerikanischen und kanadischen Eisenbahnen führen fünf einheitliche Zeitzonen ein, um die bis dahin bestehende Konfusion mit unendlich vielen lokal unterschiedlichen Zeiten zu beenden.
- 4. November 1884: Präsidentschafts- und Kongresswahlen in den USA. Der Demokrat Grover Cleveland wird zum neuen Präsidenten gewählt. Er tritt sein Amt am 4. März 1885 an. Im Kongress bleibt es bei den gleichen unterschiedlichen Mehrheiten in den beiden Kammern. Der Senat wird republikanisch und das Repräsentantenhaus demokratisch dominiert.

## Zusammensetzung nach Parteien

### Senat
- Demokratische Partei: 36
- Republikanische Partei: 38
- Sonstige: 2
- Vakant: 0

Gesamt: 76

### Repräsentantenhaus
- Demokratische Partei: 196
- Republikanische Partei: 117
- Sonstige: 12
- Vakant: 0

Gesamt: 325
Außerdem gab es noch acht nicht stimmberechtigte Kongressdelegierte.

## Amtsträger

### Senat
- Präsident des Senats: Vakant
- Präsident pro tempore: George F. Edmunds (R)

### Repräsentantenhaus
- Sprecher des Repräsentantenhauses: John Griffin Carlisle (D)

## Senatsmitglieder
Im 48. Kongress vertraten folgende Senatoren ihre jeweiligen Bundesstaaten:
| Alabama - 2. John Tyler Morgan (D) - 3. James L. Pugh (D) Arkansas - 2. Augustus Hill Garland (D) - 3. James D. Walker (D) Kalifornien - 1. John Franklin Miller (R) - 3. James T. Farley (D) Colorado - 2. Thomas M. Bowen (R) - 3. Nathaniel P. Hill (R) Connecticut - 1. Joseph Roswell Hawley (R) - 3. Orville H. Platt (R) Delaware - 1. Thomas F. Bayard (D) - 2. Eli M. Saulsbury (D) Florida - 1. Charles W. Jones (D) - 3. Wilkinson Call (D) Georgia - 2. Alfred H. Colquitt (D) - 3. Joseph E. Brown (D) Illinois - 2. Shelby Moore Cullom (R) - 3. John A. Logan (R) Indiana - 1. Benjamin Harrison (R) - 3. Daniel W. Voorhees (D) Iowa - 2. James F. Wilson (R) - 3. William B. Allison (R) Kansas - 2. Preston B. Plumb (R) - 3. John James Ingalls (R) Kentucky - 2. James B. Beck (D) - 3. John Stuart Williams (D) Louisiana - 2. Randall L. Gibson (D) - 3. Benjamin F. Jonas (D) Maine - 1. Eugene Hale (R) - 2. William P. Frye (R) Maryland - 1. Arthur Pue Gorman (D) - 3. James Black Groome (D) Massachusetts - 1. Henry L. Dawes (R) - 2. George Frisbie Hoar (R) Michigan - 1. Omar D. Conger (R) - 2. Thomas W. Palmer (R) Minnesota - 1. Samuel McMillan (R) - 2. Dwight May Sabin (R) | Mississippi - 1. James Z. George (D) - 2. Lucius Lamar (D) Missouri - 1. Francis Cockrell (D) - 3. George Graham Vest (D) Nebraska - 1. Charles Van Wyck (R) - 2. Charles F. Manderson (R) Nevada - 1. James Graham Fair (D) - 3. John P. Jones (R) New Hampshire - 2. Austin F. Pike (R) - 3. Henry W. Blair (R) New Jersey - 1. William Joyce Sewell (R) - 2. John R. McPherson (D) New York - 1. Warner Miller (R) - 3. Elbridge G. Lapham (R) North Carolina - 2. Matt Whitaker Ransom (D) - 3. Zebulon Baird Vance (D) Ohio - 1. John Sherman (R) - 3. George H. Pendleton (D) Oregon - 2. Joseph N. Dolph (R) - 3. James H. Slater (D) Pennsylvania - 1. John I. Mitchell (R) - 3. James Donald Cameron (R) Rhode Island - 1. Nelson W. Aldrich (R) - 2. Henry B. Anthony (R) bis zum 2. September 1884 - William Paine Sheffield (R) vom 19. November 1884 bis zum 20. Januar 1885 - Jonathan Chace (R) ab dem 20. Januar 1885 South Carolina - 2. Matthew Butler (D) - 3. Wade Hampton III. (D) Tennessee - 1. Howell Edmunds Jackson (D) - 2. Isham G. Harris (D) Texas - 1. Samuel B. Maxey (D) - 2. Richard Coke (D) Vermont - 1. George F. Edmunds (R) - 3. Justin Smith Morrill (R) Virginia - 1. William Mahone (Readjuster Party) - 2. Harrison H. Riddleberger (Readjuster Party) West Virginia - 1. Johnson N. Camden (D) - 2. John E. Kenna (D) Wisconsin - 1. Philetus Sawyer (R) - 3. Angus Cameron (R) |

## Mitglieder des Repräsentantenhauses
Folgende Kongressabgeordnete vertraten im 48. Kongress die Interessen ihrer jeweiligen Bundesstaaten:
| Alabama 8 Wahlbezirke - 1. Thomas H. Herndon (D) bis zum 28. März 1883 - James T. Jones (D) ab dem 3. Dezember 1883 - 2. Hilary A. Herbert (D) - 3. William C. Oates (D) - 4. Charles M. Shelley (D) bis zum 9. Januar 1885 - George Henry Craig ab dem 9. Januar 1885 - 5. Thomas Williams (D) - 6. Goldsmith W. Hewitt (D) - 7. William Henry Forney (D) - 8. Luke Pryor (D) Arkansas 4 Wahlbezirke. Außerdem wurde ein Abgeordneter staatsweit gewählt - 1. Poindexter Dunn (D) - 2. James Kimbrough Jones (D) bis zum 19. Februar 1885 - 3. John H. Rogers (D) - 4. Samuel W. Peel (D) - 5. Clifton R. Breckinridge (D) staatsweit gewählt Kalifornien 4 Wahlbezirke. Außerdem wurden zwei Abgeordnete staatsweit gewählt. - 1. William Starke Rosecrans (D) - 2. James Budd (D) - 3. Barclay Henley (D) - 4. Pleasant B. Tully (D) - 5. John R. Glascock (D) staatsweit gewählt - 6. Charles A. Sumner (D) staatsweit gewählt Colorado Staatsweite Wahl - James B. Belford (R) Connecticut 4 Wahlbezirke - 1. William W. Eaton (D) - 2. Charles Mitchell (D) - 3. John T. Wait (R) - 4. Edward Woodruff Seymour (D) Delaware Staatsweite Wahl - Charles B. Lore (D) Florida Zwei Wahlbezirke - 1. Robert H. M. Davidson (D) - 2. Horatio Bisbee (R) Georgia 9 Wahlbezirke. Außerdem wurde ein Abgeordneter staatsweit gewählt - 1. John C. Nicholls (D) - 2. Henry Gray Turner (D) - 3. Charles Frederick Crisp (D) - 4. Hugh Buchanan (D) - 5. Nathaniel Job Hammond (D) - 6. James Henderson Blount (D) - 7. Judson C. Clements (D) - 8. Seaborn Reese (D) - 9. Allen D. Candler (D) - 10. Thomas Hardeman (D) Illinois 20 Wahlbezirke - 1. Ransom W. Dunham (R) - 2. John F. Finerty (Unabhängiger Demokrat) - 3. George R. Davis (R) - 4. George E. Adams (R) - 5. Reuben Ellwood - 6. Robert R. Hitt (R) - 7. Thomas J. Henderson (R) - 8. William Cullen (R) - 9. Lewis E. Payson (R) - 10. Nicholas E. Worthington (D) - 11. William H. Neece (D) - 12. James M. Riggs (D) - 13. William McKendree Springer (D) - 14. Jonathan H. Rowell (R) - 15. Joseph Gurney Cannon (R) - 16. Aaron Shaw (D) - 17. Samuel W. Moulton (D) - 18. William Ralls Morrison (D) - 19. Richard W. Townshend (D) - 20. John R. Thomas (R) Indiana 13 Wahlbezirke - 1. John J. Kleiner (D) - 2. Thomas R. Cobb (D) - 3. Strother M. Stockslager (D) - 4. William S. Holman (D) - 5. Courtland C. Matson (D) - 6. Thomas M. Browne (R) - 7. Stanton J. Peelle (R) bis zum 22. Mai 1884 - William E. English (D) ab dem 22. Mai 1884 - 8. John Edward Lamb (D) - 9. Thomas B. Ward (D) - 10. Thomas Jefferson Wood (D) - 11. George Washington Steele (R) - 12. Robert Lowry (D) - 13. William H. Calkins (R) bis zum 20. Oktober 1884 - Benjamin F. Shively (Anti-Monopoly Party) Iowa 11 Wahlbezirke - 1. Moses A. McCoid (R) - 2. Jeremiah Henry Murphy (D) - 3. David B. Henderson (R) - 4. Luman Hamlin Weller (United States Greenback Party) - 5. James Wilson (R) bis zum 3. März 1885 - Benjamin T. Frederick (D) ab dem 3. März 1885 - 6. Marsena E. Cutts (R) bis zum 1. September 1883 - John C. Cook (D) ab dem 9. Oktober 1883 - 7. John A. Kasson (R) bis zum 13. Juli 1884 - Hiram Y. Smith (R) ab dem 2. Dezember 1884 - 8. William Peters Hepburn (R) - 9. William Pusey (D) - 10. Adoniram J. Holmes (R) - 11. Isaac S. Struble (R) Kansas 3 Wahlbezirke. Außerdem wurde vier Abgeordnete staatsweit gewählt - 1. John Alexander Anderson (R) - 2. Dudley C. Haskell (R) bis zum 16. Dezember 1883 - Edward H. Funston (R) ab dem 21. März 1884 - 3. Thomas Ryan (R) - 4. Lewis Hanback (R) staatsweit gewählt - 5. Edmund Morrill (R) staatsweit gewählt - 6. Bishop W. Perkins (R) staatsweit gewählt - 7. Samuel R. Peters (R) staatsweit gewählt Kentucky 11 Wahlbezirke - 1. Oscar Turner (unabhängiger Demokrat) - 2. James Franklin Clay (D) - 3. John Edward Halsell (D) - 4. Thomas A. Robertson (D) - 5. Albert S. Willis (D) - 6. John Griffin Carlisle (D) - 7. Joseph Blackburn (D) - 8. Philip B. Thompson (D) - 9. William Wirt Culbertson (R) - 10. John D. White (R) - 11. Frank Lane Wolford Louisiana 6 Wahlbezirke - 1. Carleton Hunt (D) - 2. E. John Ellis (D) - 3. William P. Kellogg (R) - 4. Newton C. Blanchard (D) - 5. J. Floyd King (D) - 6. Edward T. Lewis (D) Maine 4 Abgeordnete alle staatsweit gewählt - 1. Charles A. Boutelle (R) - 2. Nelson Dingley (R) - 3. Seth L. Milliken (R) - 4. Thomas Brackett Reed (R) Maryland 6 Wahlbezirke. - 1. George Washington Covington (D) - 2. Joshua Talbott (D) - 3. Fetter Schrier Hoblitzell (D) - 4. John Van Lear Findlay (D) - 5. Hart Benton Holton (R) - 6. Louis E. McComas (R) Massachusetts 12 Wahlbezirke - 1. Robert T. Davis (R) - 2. John D. Long (R) - 3. Ambrose Ranney (R) - 4. Patrick Collins (D) - 5. Leopold Morse (D) - 6. Henry B. Lovering (D) - 7. Eben F. Stone (R) - 8. William A. Russell (R) - 9. Theodore Lyman (R) - 10. William W. Rice (R) - 11. William Whiting (R) - 12. George D. Robinson (R) bis zum 7. Januar 1884 - Francis W. Rockwell (R) ab dem 17. Januar 1884 Michigan 11 Wahlbezirke - 1. William C. Maybury (D) - 2. Nathaniel B. Eldredge (D) - 3. Edward S. Lacey (R) - 4. George L. Yaple (D) - 5. Julius Houseman (D) - 6. Edwin B. Winans (D) - 7. Ezra C. Carleton (D) - 8. Roswell G. Horr (R) - 9. Byron M. Cutcheon (R) - 10. Herschel H. Hatch (R) - 11. Edward Breitung (R) Minnesota 5. Wahlbezirke - 1. Milo White (R) - 2. James Wakefield (R) - 3. Horace B. Strait (R) - 4. William D. Washburn (R) - 5. Knute Nelson (R) Mississippi 7 Wahlbezirke - 1. Henry L. Muldrow (D) - 2. James Ronald Chalmers (Unabhängiger) ab dem 25. Juni 1884 - 3. Elza Jeffords (R) - 4. Hernando Money (D) - 5. Otho R. Singleton (D) - 6. Henry Smith Van Eaton (D) - 7. Ethelbert Barksdale (D) Missouri 14 Wahlbezirke - 1. William H. Hatch (D) - 2. Armstead M. Alexander (D) - 3. Alexander Monroe Dockery (D) - 4. James Nelson Burnes (D) - 5. Alexander Graves (D) - 6. John Cosgrove (Greenback Party) - 7. Aylett Hawes Buckner (D) - 8. John Joseph O’Neill (D) - 9. James Broadhead (D) - 10. Martin L. Clardy (D) - 11. Richard P. Bland (D) - 12. Charles Henry Morgan (D) - 13. Robert Washington Fyan (D) - 14. Lowndes Henry Davis (D) | Nebraska 3 Wahlbezirke - 1. Archibald J. Weaver (R) - 2. James Laird (R) - 3. Edward K. Valentine (R) Nevada Staatsweite Wahl - George Williams Cassidy (D) New Hampshire 2 Wahlbezirke - 1. Martin Alonzo Haynes (R) - 2. Ossian Ray (R) New Jersey 7 Wahlbezirke - 1. Thomas M. Ferrell (D) - 2. J. Hart Brewer (R) - 3. John Kean (R) - 4. Benjamin Franklin Howey (R) - 5. William Walter Phelps (R) - 6. William H. F. Fiedler (D) - 7. William McAdoo (D) New York 33 Wahlbezirke. Außerdem wurde ein Abgeordneter staatsweit gewählt - 1. Perry Belmont (D) - 2. William Erigena Robinson (D) - 3. Darwin R. James (R) - 4. Felix Campbell (D) - 5. Nicholas Muller (D) - 6. Samuel S. Cox (D) - 7. William Dorsheimer (D) - 8. John J. Adams (D) - 9. John Hardy (D) - 10. Abram Hewitt (D) - 11. Orlando B. Potter (D) - 12. Waldo Hutchins (D) - 13. John H. Ketcham (R) - 14. Lewis Beach (D) - 15. John H. Bagley (D) - 16. Thomas J. Van Alstyne (D) - 17. Henry G. Burleigh (R) - 18. Frederick A. Johnson (R) - 19. Abraham X. Parker (R) - 20. Edward Wemple (D) - 21. George W. Ray (R) - 22. Charles R. Skinner (R) - 23. John T. Spriggs (D) - 24. Newton W. Nutting (R) - 25. Frank Hiscock (R) - 26. Sereno E. Payne (R) - 27. James Wolcott Wadsworth (R) - 28. Stephen C. Millard (R) - 29. John Arnot (D) - 30. Halbert S. Greenleaf (D) - 31. Robert S. Stevens (D) - 32. William Findlay Rogers (D) - 33. Francis B. Brewer (R) - 34. Henry Warner Slocum (D) staatsweit gewählt North Carolina 8 Wahlbezirke. Außerdem wurde ein Abgeordneter staatsweit gewählt - 1. Walter F. Pool (R) bis zum 25. August 1883 - Thomas Gregory Skinner (D) ab dem 20. November 1883 - 2. James E. O’Hara (R) - 3. Wharton Jackson Green (D) - 4. William Ruffin Cox (D) - 5. Alfred Moore Scales (D) bis zum 30. Dezember 1884 - James W. Reid (D) ab dem 28. Januar 1885 - 6. Clement Dowd (D) - 7. Tyre York (Unabhängiger Demokrat) - 8. Robert B. Vance (D) - 9. Risden Tyler Bennett (D) staatsweit gewählt Ohio 21 Wahlbezirke - 1. John F. Follett (D) - 2. Isaac M. Jordan (D) - 3. Robert Maynard Murray (D) - 4. Benjamin Le Fevre (D) - 5. George E. Seney (D) - 6. William D. Hill (D) - 7. Henry Lee Morey (R) bis zum 20. Juni 1884 - James E. Campbell (D) ab dem 20. Juni 1884 - 8. J. Warren Keifer (R) - 9. James Sidney Robinson (R) bis zum 12. Januar 1885 - 10. Frank H. Hurd (D) - 11. John W. McCormick (R) - 12. Alphonso Hart (R) - 13. George L. Converse (D) - 14. George W. Geddes (D) - 15. Adoniram J. Warner (D) - 16. Beriah Wilkins (D) - 17. Joseph D. Taylor (R) - 18. William McKinley (R) bis zum 27. Mai 1884 - Jonathan H. Wallace (D) ab dem 27. Mai 1884 - 19. Ezra B. Taylor (R) - 20. David R. Paige (D) - 21. Martin A. Foran (D) Oregon Staatsweite Wahl - Melvin Clark George (R) Pennsylvania 27 Wahlbezirke. Außerdem wurde ein Abgeordneter staatsweit gewählt - 1. Henry H. Bingham (R) - 2. Charles O’Neill (R) - 3. Samuel J. Randall (D) - 4. William D. Kelley (R) - 5. Alfred C. Harmer (R) - 6. James Bowen Everhart (R) - 7. Isaac Newton Evans (R) - 8. Daniel Ermentrout (D) - 9. Abraham Herr Smith (R) - 10. William Mutchler (D) - 11. John Brutzman Storm (D) - 12. Daniel W. Connolly (D) - 13. Charles N. Brumm (Greenback Party) - 14. Samuel Fleming Barr (R) - 15. George Adams Post (D) - 16. William Wallace Brown (R) - 17. Jacob Miller Campbell (R) - 18. Louis E. Atkinson (R) - 19. William Addison Duncan (D) bis zum 14. November 1884 - John Augustus Swope (D) ab dem 23. Dezember 1884 - 20. Andrew Gregg Curtin (D) - 21. Charles Edmund Boyle (D) - 22. James Herron Hopkins (D) - 23. Thomas McKee Bayne (R) - 24. George Van Eman Lawrence (R) - 25. John Denniston Patton (D) - 26. Samuel Henry Miller (R) - 27. Samuel Myron Brainerd (R) - 28. Mortimer Fitzland Elliott (D) staatsweit gewählt Rhode Island 2 Wahlbezirke - 1. Henry J. Spooner (R) - 2. Jonathan Chace (R) bis zum 26. Januar 1885 - Nathan Fellows Dixon (R) ab dem 12. Februar 1885 South Carolina 7 Wahlbezirke. - 1. Samuel Dibble (D) - 2. George D. Tillman (D) - 3. D. Wyatt Aiken (D) - 4. John H. Evins (D) bis zum 20. Oktober 1884 - John Bratton (D) ab dem 8. Dezember 1884 - 5. John J. Hemphill (D) - 6. George W. Dargan (D) - 7. Edmund Mackey (R) bis zum 27. Januar 1884 - Robert Smalls (R) ab dem 18. März 1884 Tennessee 10 Wahlbezirke - 1. Augustus Herman Pettibone (R) - 2. Leonidas C. Houk (R) - 3. George Gibbs Dibrell (D) - 4. Benton McMillin (D) - 5. Richard Warner (D) - 6. Andrew Jackson Caldwell (D) - 7. John Goff Ballentine (D) - 8. John May Taylor (D) - 9. Rice Alexander Pierce (D) - 10. H. Casey Young (D) Texas 11 Wahlbezirke. - 1. Charles Stewart (D) - 2. John Henninger Reagan (D) - 3. James H. Jones (D) - 4. David B. Culberson (D) - 5. James W. Throckmorton (D) - 6. Olin Wellborn (D) - 7. Thomas P. Ochiltree (Unabhängiger) - 8. James Francis Miller (D) - 9. Roger Q. Mills (D) - 10. John Hancock (D) - 11. Samuel W. T. Lanham (D) Vermont 2 Wahlbezirke - 1. John Wolcott Stewart (R) - 2. Luke P. Poland (R) Virginia 9 Wahlbezirke. Außerdem wurde ein Abgeordneter staatsweit gewählt - 1. Robert Murphy Mayo (RA = Readjuster Party) bis zum 20. März 1884 - George Tankard Garrison (D) - 2. Harry Libbey (RA) - 3. George D. Wise (D) - 4. Benjamin Stephen Hooper (RA) - 5. George Cabell (D) - 6. John Tucker (D) - 7. John Paul (D) bis zum 5. September 1883 - Charles Triplett O’Ferrall (D) ab dem 5. Mai 1884 - 8. John S. Barbour (D) - 9. Henry Bowen (RA) - 10. John Sergeant Wise (RA) staatsweit gewählt West Virginia 4 Wahlbezirke - 1. Nathan Goff (R) - 2. William L. Wilson (D) - 3. John E. Kenna (D) bis zum 4. März 1883 - Charles P. Snyder (D) ab dem 15. Mai 1883 - 4. Eustace Gibson (D) Wisconsin 9 Wahlbezirke - 1. John Winans (D) - 2. Daniel H. Sumner (D) - 3. Burr W. Jones (D) - 4. Peter V. Deuster (D) - 5. Joseph Rankin (D) - 6. Richard W. Guenther (R) - 7. Gilbert M. Woodward (D) - 8. William T. Price (R) - 9. Isaac Stephenson (R) |

Nicht stimmberechtigte Mitglieder im Repräsentantenhaus:
- Arizona-Territorium: Granville Henderson Oury (D)
- Dakota-Territorium: John B. Raymond (R)
- Idaho-Territorium: Theodore Frelinghuysen Singiser (R)
- Montana-Territorium: Martin Maginnis (D)
- New-Mexico-Territorium: Tranquilino Luna (R) bis zum 5. März 1884
  - Francisco Antonio Manzanares (D) ab dem 5. März 1884
- Utah-Territorium: John Thomas Caine (D)
- Washington-Territorium: Thomas Hurley Brents (R)
- Wyoming-Territorium: Morton Everel Post (D)